# Vallée de la Salinas

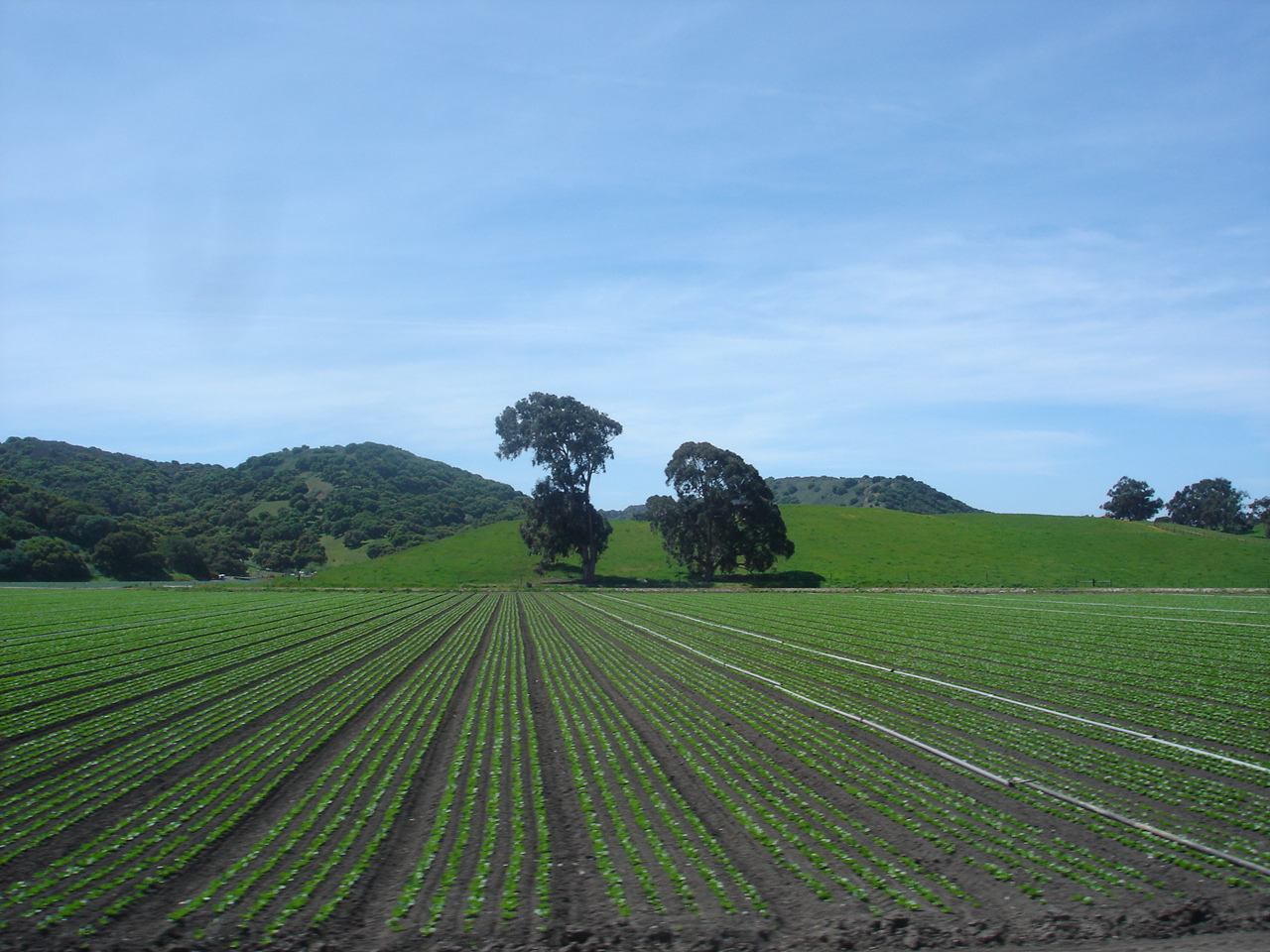
Les champs près de Greenfield, CA dans la vallée de la Salinas

La vallée de la Salinas (Salinas Valley en anglais) se situe sur le littoral de la Californie, à l'ouest des États-Unis. Elle est parcourue par la Salinas et se trouve entre la Gabilan Range et la Santa Lucia Range. Région agricole, elle est surnommée le « saladier de l'Amérique » (America's Salad Bowl) pour sa production de laitue. 
Cette vallée est évoquée dans les romans de John Steinbeck, À l'est d'Éden, Les Raisins de la colère et Des souris et des hommes. 
Elle est le théâtre de la bataille de Natividad en 1846.